# Ara Shiraz
Ara Shiraz (en armenio: Արա Շիրազ; Ereván, 8 de junio de 1941 − ibídem, 18 de marzo de 2014) fue un escultor y pintor armenio, hijo de los poetas Silva Kaputikyan y Hovhannes Shiraz.

## Biografía

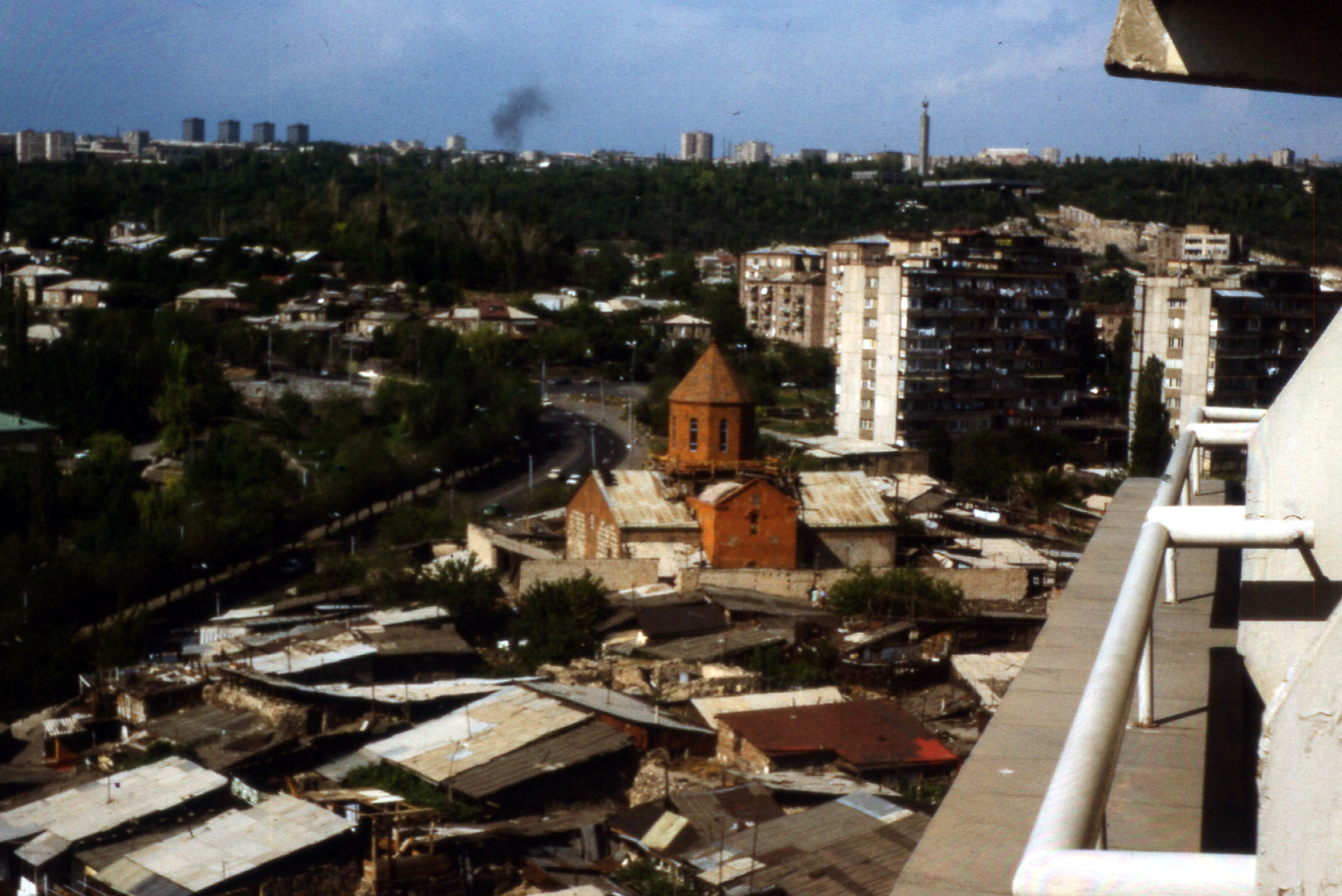
Vista de la ciudad de Ereván desde el Hotel Dvin. Este edificio fue ornamentado con esculturas de Ara Shiraz, trabajo que le valió el Premio del Estado de Armenia.

Ara Shiraz nació en Ereván en 1941. Se graduó en el Instituto de Teatro y Bellas Artes de Ereván en 1966. Participó en numerosas exposiciones para jóvenes artistas en Armenia y en la Unión Soviética. Desde 1968 fue miembro de la Unión de Artistas de Armenia. Sus obras han sido expuestas en las principales ciudades de la Unión Soviética (Moscú, Leningrado, Tiflis) como parte de muestras colectivas o individuales. Tomó parte en el Festival de Arte Armenio organizado en París el año 1970 bajo el título "Desde Urartu al Presente".
Ara Shiraz es conocido por su trabajo artístico en monumentos escultóricos como el Monumento al poeta Baruyr Sevag (Ereván, 1974), el monumento al poeta Yeghishe Charents (Charentsavan, 1977), Alexander Miasnikyan (Ereván, 1980), y William Saroyan (Panteón de Ereván, 1991).
En 1979 Ara Shiraz fue condecorado con el Premio del Estado de Armenia por sus esculturas ornamentales que decoran el Hotel Dvin en Ereván. En 1977 fue obsequiado con el título de Artista Meritorio de Armenia. En 1987 fue elegido presidente de la Unión de Artistas de Armenia, y miembro de la Secretaría de los Artistas de la Unión Soviética.
Entre los trabajos más destacados de Ara Shiraz se incluyen los bustos a los artistas Pablo Picasso, Yervand Kochar (Երվանդ Քոչար), Hovhannes Shiraz (su padre, Հովհաննես Շիրազ) y Vruir Galstian (Վրույր Գալստյան). Algunas de sus composiciones escultóricas están conservadas en la colección permanente del Museo de Arte Moderno de Armenia y en la Galería nacional de Armenia en Ereván, la Galería Tretyakov y el Museo de Arte de las Naciones del Este en Moscú.

## Obras

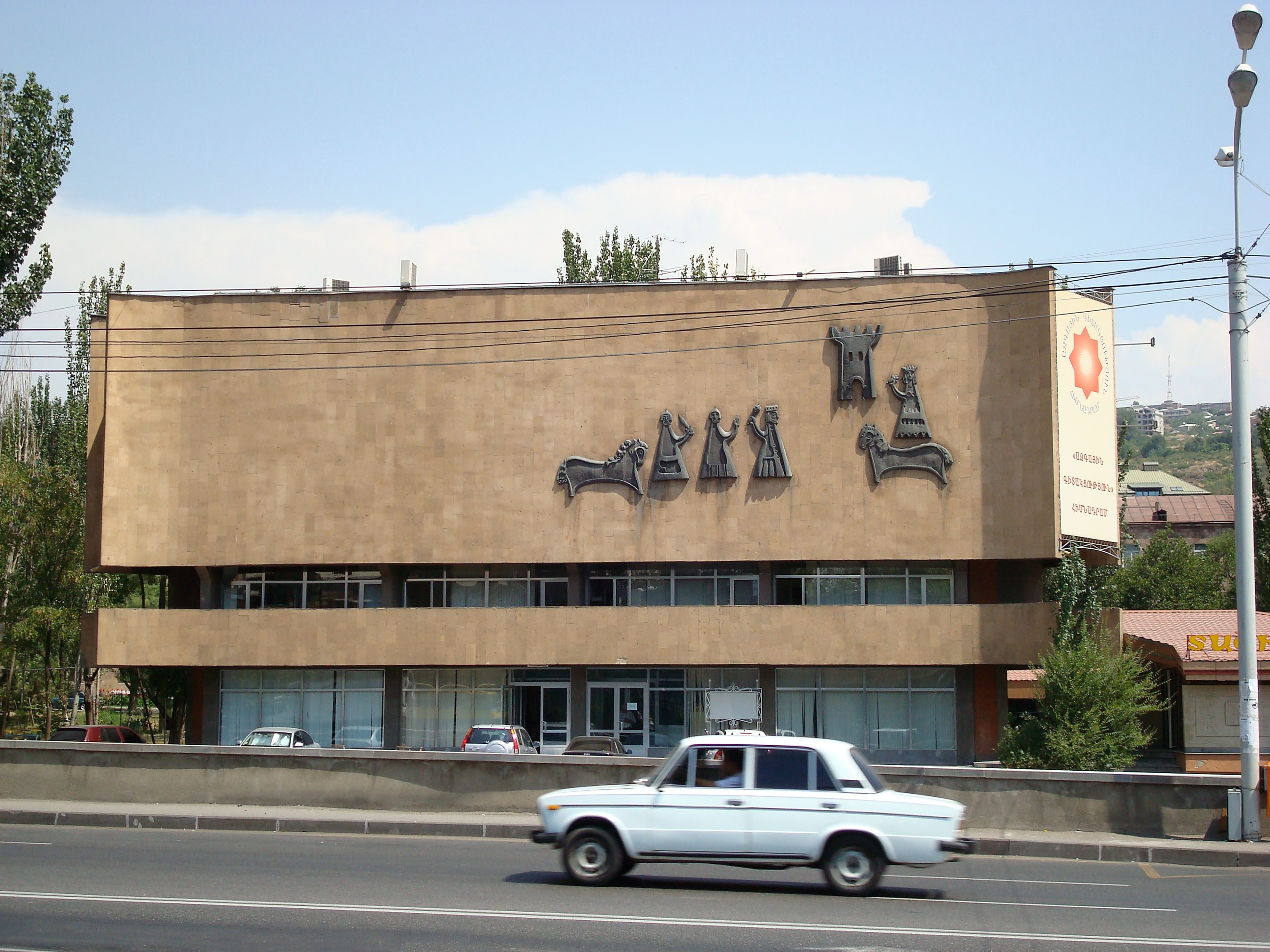
Casa del Ajedrez de Ereván, donde se conserva la estatua a Tigran Petrosian realizada por Ara Shiraz

- Yeghishe Charents (Եղիշե Չարենց), poeta en la ciudad de Charentsavan, 1977[8]
- Paruyr Sevak (Պարույր Սևակ), Ereván, 1978[8]
- Aleksandr Myasnikyan (Ալեքսանդր Մյասնիկյան), Ereván, 1980[8]
- William Saroyan (Վիլյամ Սարոյան), Panteón Komitas,[4] Ereván, 1984[8]
- Tigran Petrosian (Տիգրան Պետրոսյան), Casa del Ajedrez, Ereván, 1989

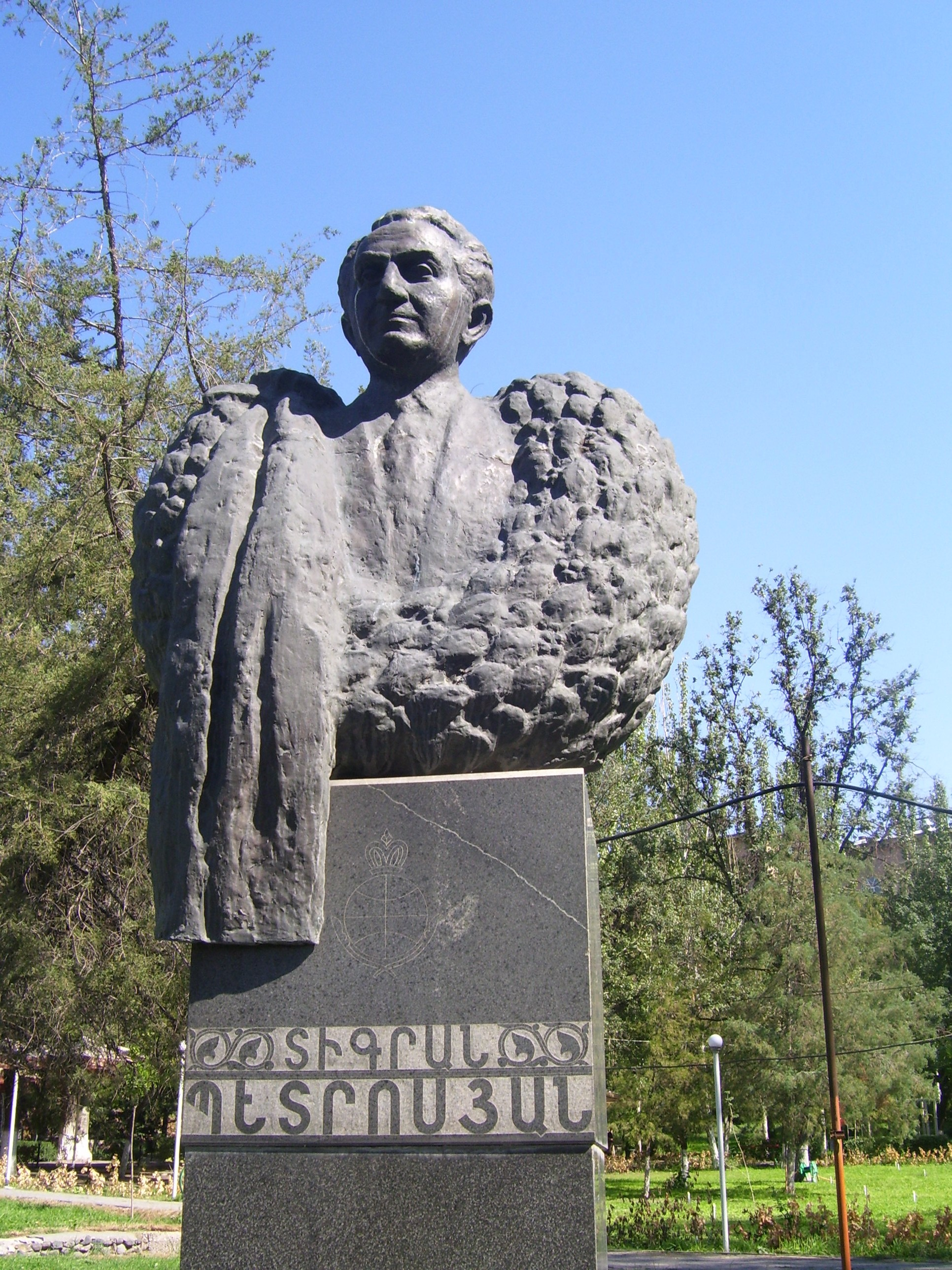
estatua de Tigran Petrosian en frente de Casa del Ajedrez en Ereván

- Hovhannes Shiraz (Հովհաննես Շիրազ), poeta, padre de Ara, Panteón Komitas,[4] 1989
- Sergei Parajanov (Սերգեյ Փարաջանով), Panteón Komitas,[4] 1999

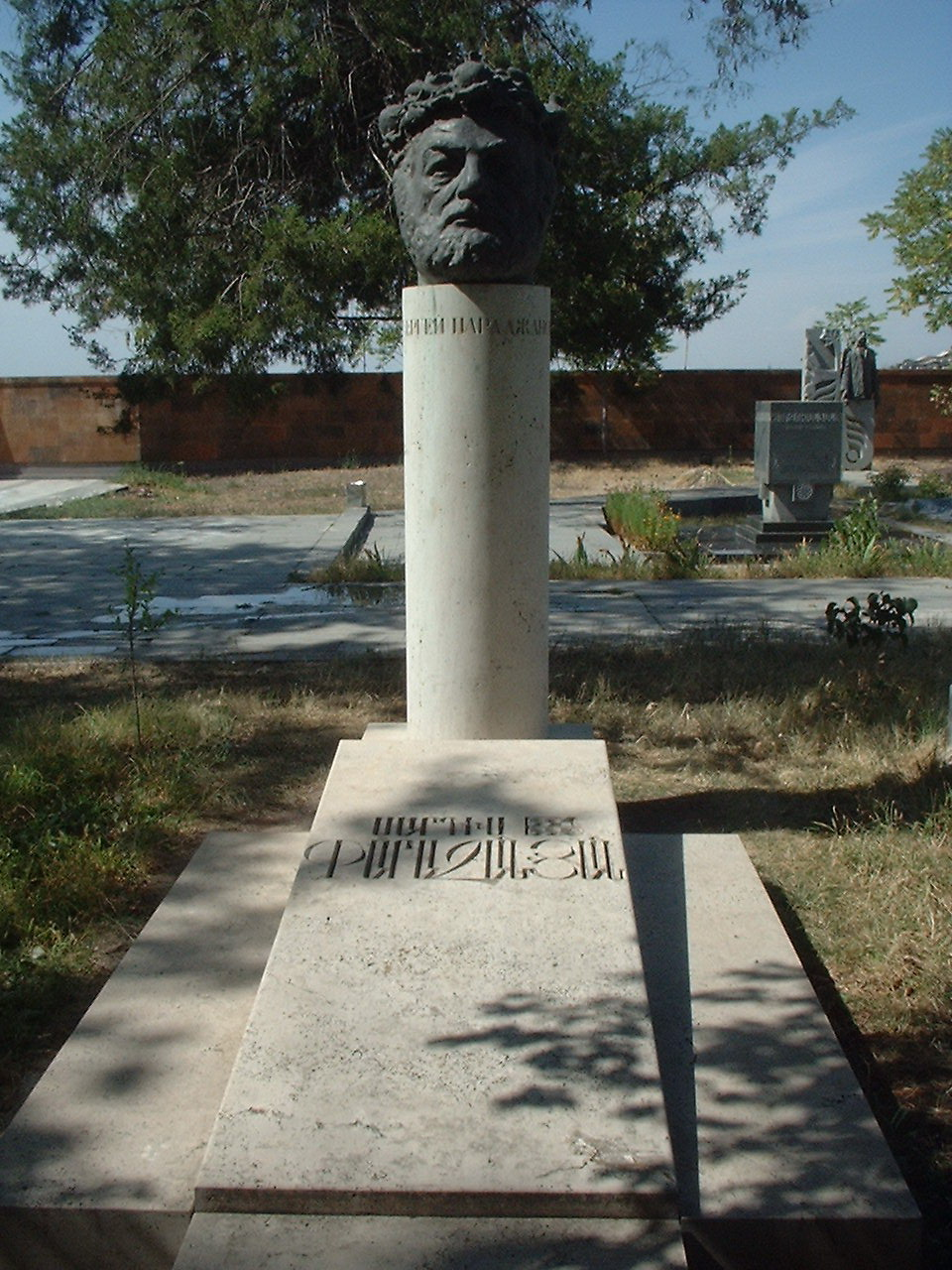
Sergei Parajanov

- Andranik Toros Ozanian (Անդրանիկ Օզանյան) frente a la Catedral de San Gregorio el Iluminador, 2002
- Hovhannes Shiraz (Հովհաննես Շիրազ), poeta, padre de Ara, Distrito Malatia-Sebastia , Ereván, 2005[9]
- Vazgen I (Վազգեն Ա Բուխարեստցի) (Patriarca catholicós de la Iglesia Apostólica Armenia, en la Academia de Teología Vaskenian, Sevan, 2008[10]
- Estatua al arzobispo Mesrob Ashjian[11]

Las pinturas y esculturas de Ara Shiraz se encuentran en numerosas colecciones privadas a lo largo del mundo: Moscú, San Petersburgo, Tiflis, Ereván, Beirut, París, Londres, Nueva York, Los Ángeles, Chicago, Detroit, Montreal, etc.

### Estatua de Andranik Ozanian

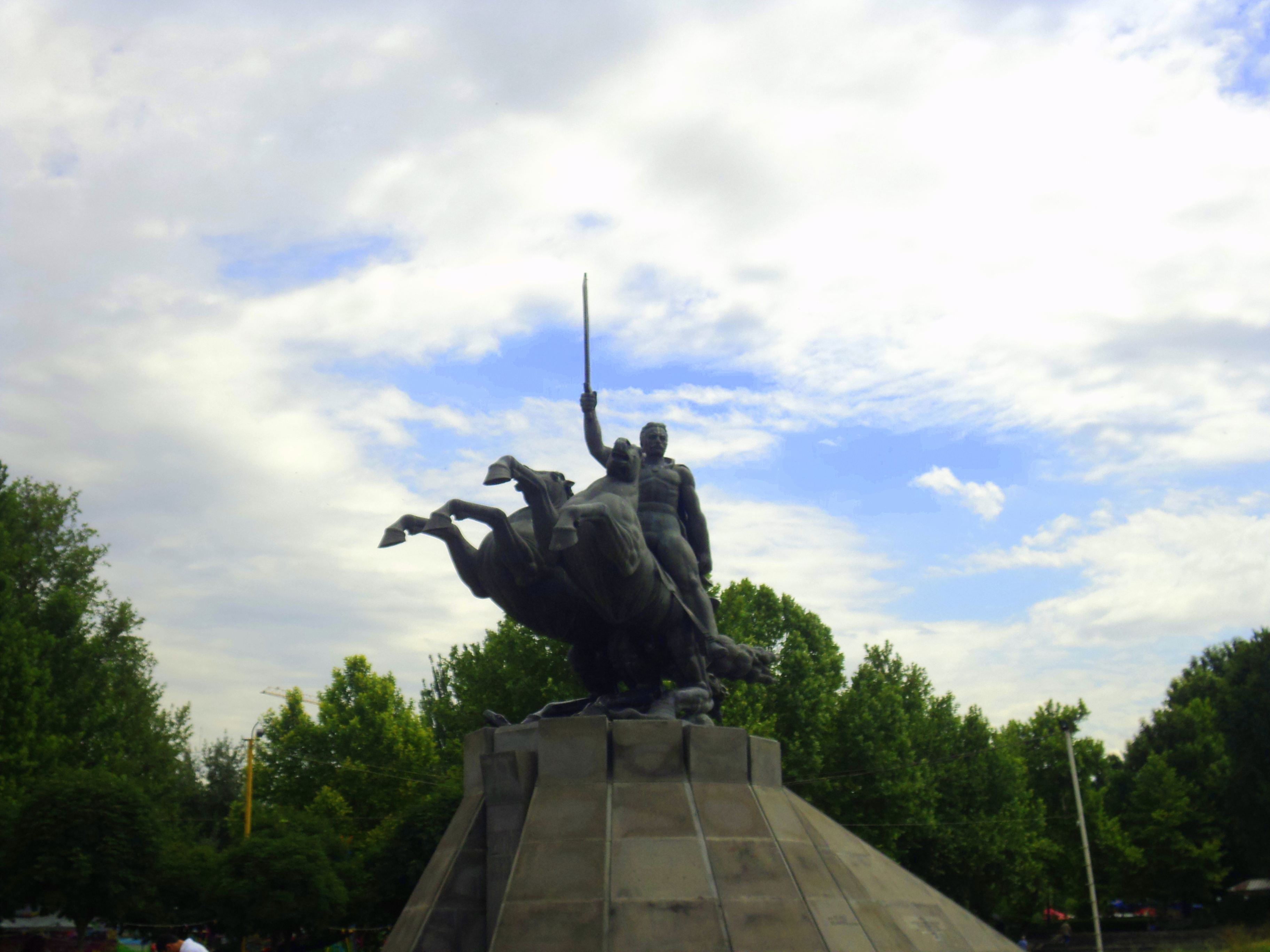
Andranik Ozanian

Shiraz es el autor de la estatua de Andranik Toros Ozanian (2002). Andranik está representado galopando sobre dos caballos. Cada uno de estos caballos simbolizan a Armenia Occidental y a Armenia Oriental.
Se encuentra ubicada en las coordenadas 40°10′20″N 44°30′52″E / 40.17222, 44.51444